# Aleksandrów (województwo opolskie)

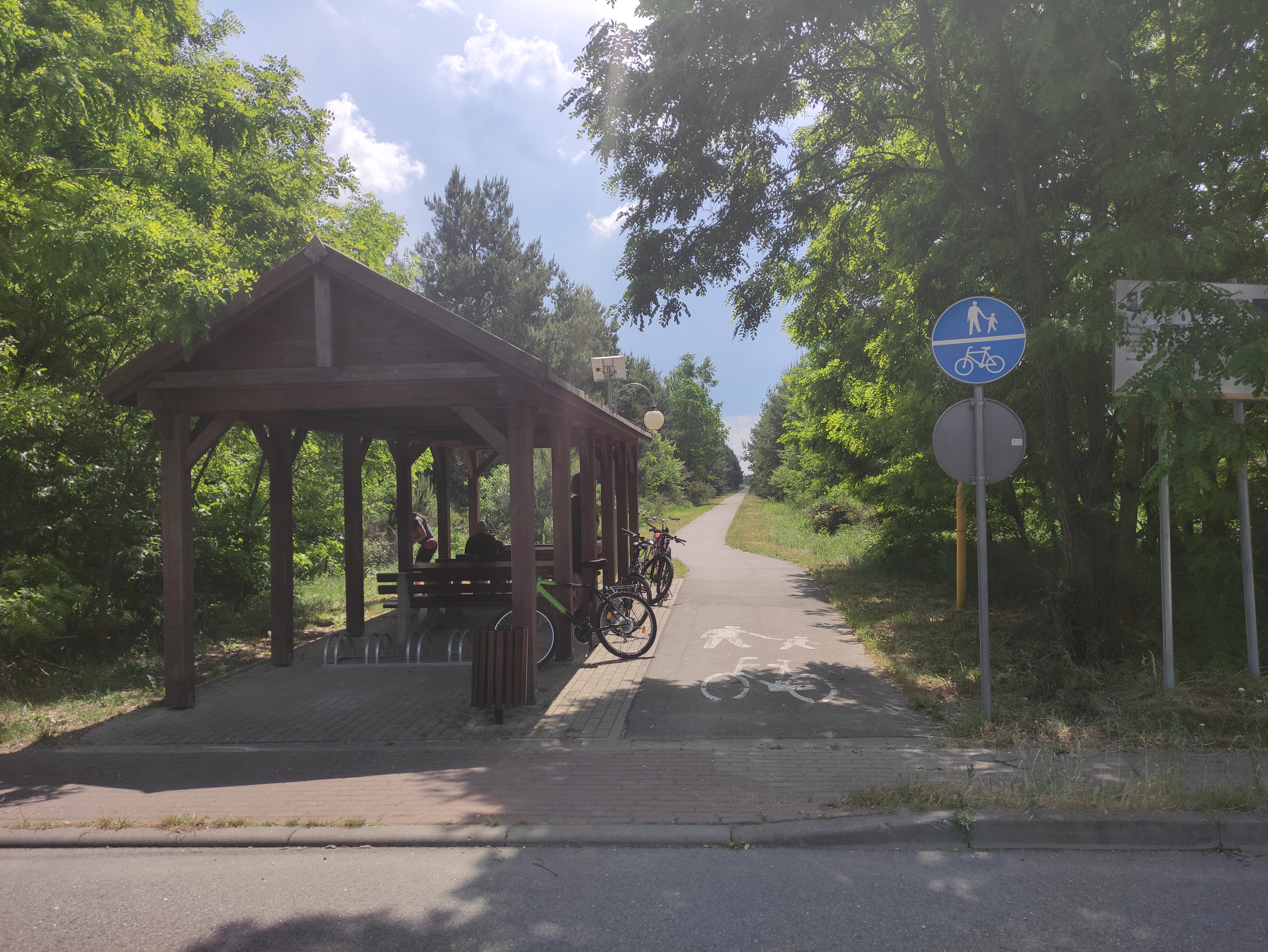
cyklotarasa w Aleksandrowie, gmina Praszka

Aleksandrów – wieś w Polsce położona w województwie opolskim, w powiecie oleskim, w gminie Praszka.
W latach 1975−1998 miejscowość administracyjnie należała do województwa częstochowskiego.